# Platytomus gregalis
Platytomus gregalis är en skalbaggsart som beskrevs av Cartwright 1948. Platytomus gregalis ingår i släktet Platytomus och familjen Aphodiidae. Inga underarter finns listade i Catalogue of Life.